# Liste der Naturdenkmale in Zwingenberg (Bergstraße)
Die Liste der Naturdenkmale in Zwingenberg (Bergstraße) nennt die im Gebiet der Stadt Zwingenberg im Landkreis Bergstraße in Hessen gelegenen Naturdenkmale.

## Liste
| Bild                          | Bezeichnung                                     | Ortsteil, Lage                              | Beschreibung | Art           | Nr.       |
| ----------------------------- | ----------------------------------------------- | ------------------------------------------- | --- | ------------- | --------- |
| Fotos hochladen               | Schwarzpappel (Populus nigra)                   | Zwingenberg 49° 43′ 18,1″ N, 8° 36′ 23,2″ O | Aufgrund hohen Alters und großer Stamm-Mächtigkeit geschützte Schwarzpappel am Sportplatz.                                                          | Schwarzpappel | 431.22-21 |
| mehr Fotos \| Fotos hochladen | Linde am Obertor (Tilia platyphyllos)           | Zwingenberg 49° 43′ 18,6″ N, 8° 36′ 51,8″ O | Aufgrund besonderer Formschönheit geschützte, ortsbildprägende Sommerlinde am Obertor.                                                              | Sommerlinde   | 431.22-22 |
| mehr Fotos \| Fotos hochladen | Linde im Garten des Schlößchens (Tilia cordata) | Zwingenberg 49° 43′ 25,9″ N, 8° 36′ 44,9″ O | Aufgrund ihres sehr hohen Alters und heimatgeschichtlichen Wertes geschützte Winterlinde vor dem Rathaus.                                           | Winterlinde   | 431.22-23 |
| Fotos hochladen               | Linde im Hof der Bergkirche (Tilia cordata)     | Zwingenberg 49° 43′ 22,2″ N, 8° 36′ 53,3″ O | Aufgrund ihres sehr hohen Alters und ungewöhnlicher Formschönheit an exponierter Stelle geschützte, ortsbildprägende Winterlinde an der Bergkirche. | Winterlinde   | 431.22-25 |